# Dendropanax oligodontus
Dendropanax oligodontus là một loài thực vật có hoa trong Họ Cuồng cuồng. Loài này được Merr. & Chun mô tả khoa học đầu tiên năm 1940.